# Javier del Pino González
Javier del Pino González (nascut el 10 de juliol de 1980 a Madrid) és un exfutbolista madrileny, que jugava de davanter. La major part de la seva carrera va transcórrer al CD Numancia.